# 崇川区
崇川区是中国江苏省南通市所辖的一个市辖区。位于江苏省中部，长江入海口北岸，是由原港闸区和崇川区合并而成的。區人民政府駐虹桥街道桃坞路44号。区域总面积为578.32平方公里。

## 行政区划
崇川区下辖21个街道办事处：
城东街道、和平桥街道、任港街道、新城桥街道、虹桥街道、学田街道、钟秀街道、文峰街道、观音山街道、狼山镇街道、江海街道、中兴街道、新开街道、竹行街道、小海街道、江苏省国营南通农场、南通市富民港良种场、南通市富民港种畜场、永兴街道、唐闸镇街道、天生港镇街道、秦灶街道、陈桥街道、幸福街道和港闸开发区。
2020年7月，崇川区和港闸区合并，以原崇川区和港闸区行政区域为新的崇川区。

## 人口
根据第七次全国人口普查结果，崇川区常住人口为1183740人。

## 地理環境
崇川区是南通市辖区，位于长江北岸、江海平原，南接海门区，东接通州区，西临长江，地形属典型的大陆型地形，地势平坦，属北亚热带湿润性气候区，季风影响明显，四季分明，气候温和，光照充足，雨水充沛，无霜期长。

## 交通
- 水運：南通港
- 航空：南通兴东机场
- 鐵路：南通火车站

## 地方特產
文蛤、鲥鱼、黄鱼

## 风景名胜
濠河风景区、濠河博物馆、南通天宁禅寺、南通建筑博物馆等。